# سیلون شاوانل
سیلون شاوانل (فرانسوی: Sylvain Chavanel‎؛ زادهٔ ۳۰ ژوئن ۱۹۷۹) دوچرخه‌سوار اهل فرانسه است.
از باشگاه‌هایی که در آن رکاب زده‌است می‌توان به آی‌ای‌ام سایکلینگ، تیم دوچرخه‌سواری دیرکت انرژی، تیم دوچرخه‌سواری دیرکت انرژی، تیم دوچرخه‌سواری کوفیدیس، و تیم کوئیک‌استپ فلورز اشاره کرد.
وی در مسابقات کشوری و بین‌المللی در مجموع برندهٔ ۳ مدال طلا شده‌است.